# Ligestillingsrådet
Ligestillingsrådet var et dansk nævn under Statsministeriet. 
Nævnet begyndte sit arbejde i 1975 og blev lovfæstet i 1978. Det blev nedsat efter forbillede fra de andre nordiske lande, og havde til formål at komme med forslag til ligestillingslovgivningen samt at følge den og behandle klager over brud på den. Blandt de sager, rådet behandlede, var ligeløn og ligebehandling. I begyndelsen fokuserede rådet på enkeltsager 
Rådets formænd var Karen Dahlerup, Helle Degn, Grethe Fenger Møller, Anne Grete Holmsgaard og Ingrid Rasmussen. Medlemmerne repræsenterede fagbevægelsen, arbejdsgiverorganisationer, kvindeorganisationer samt kønsforskere.
Som følge af en ny ligestillingslov vedtaget i 2000 blev Ligestillingsrådet nedlagt og erstattet af Ligestillingsafdelingen, der bl.a. skulle monitorere statens og kommunernes implementering af ligestillingspolitikken. Samtidig etableredes Ligestillingsnævnet og Videnscenter for Ligestilling, der allerede blev nedlagt efter 1½ år som følge af VK-regeringens nedlæggelse af flere råd og nævn. Centrets aktiviteter blev videreført som Center for Ligestillingsforskning ved Roskilde Universitetscenter. 